# The Black Circus Part 2: Disclosure
Albums de Manticora
The Black Circus Part 1: Letters
(2006) Safe
(2010)
The Black Circus Part 2: Disclosure est le sixième album du groupe danois de Power metal Manticora, publié en juin 2007 par Locomotive Music.
C'est un concept-album en deux volumes qui raconte l'histoire d'un homme engagé dans un cirque tenu par des gitans. Le récit se fait sous forme épistolaire et baigne dans le monde de Lovecraft.

## Liste des chansons
Toute la musique est composée par Manticora.
| No  | Titre                    | Durée |
| --- | ------------------------ | ----- |
| 1.  | Entrance                 | 0:35  |
| 2.  | Beauty Will Fade         | 7:31  |
| 3.  | Gypsies' Dance Part 2    | 8:28  |
| 4.  | Intuneric V              | 0:35  |
| 5.  | Haita Di Lupi            | 2:29  |
| 6.  | When The Soulreapers Cry | 6:39  |
| 7.  | Intuneric VI             | 1:16  |
| 8.  | All That Remain          | 5:44  |
| 9.  | Intuneric VII            | 2:32  |
| 10. | Of Madness In Its Purity | 6:21  |